# Eleonora
Eleonora is een meisjesnaam. Varianten van deze voornaam zijn onder andere Eleonore, Elenore, Eleanor, Leonor(e), Leonoor, Noor(tje), Nora(h), Elora en Lore. Er zijn verschillende verklaringen van de herkomst van deze naam. 
Een verklaring herleidt de naam tot Eleonora van Aquitanië. Zij was vernoemd naar haar moeder Aénor de Châtellerault en werd Aliénor, (van Alia-Aénor), genoemd. Dit betekent de andere Aéonor in het Occitaans.  In de Noordelijke Langue d'Oïl werd dit Eléanor. De naam Aénor komt uit het Provençaalse dialect. De betekenis van deze naam is niet zeker. Mogelijk komt de naam van het Latijnse lenire ("genezen"). De betekenis van Eleonore zou daarmee genezer of de andere genezer zijn.
Een andere verklaring legt een verband met het Arabische Ellinor, dat "God is mijn licht" betekent en met het Griekse woord Eleos, dat "medelijden" betekent en komt in de Arabische wereld vrij veel voor.
Het gebruik van de naam is afkomstig uit de Provence: Alienor. De naam kwam in Engeland door het huwelijk van Eleonora van Aquitanië (1122-1204) met Hendrik II van Engeland. De Spaanse koninginnen die in het Nederlands Eleonora worden genoemd, heten in het Spaans Leonor.

## Bekende naamdraagsters

### Eleonora
- Eleonora "Ellen" van Dijk, Nederlandse wielrenster
- Eleonora van Engeland (1162-1214)
- Eleonora van Engeland (1318-1355)
- Eleonora van Barchem, ook wel gespeld als Leonora van Barchem, overleden in 1353
- Eleonora van Aquitanië: ca. 1123 – 1204
- Eleonora van Habsburg: zie Eleonora van Oostenrijk (1498-1558)
- Eleonora van Mantua
- Eleonora van Provence: ca 1223 — 1291
- Eleonora I van Navarra: 1426 — 1479
- Eleonora Helena van Portugal: 1434 — 1467, vrouw van keizer Frederik III
- Eleonora van Oostenrijk (1498-1558), dochter van Philips de Schone; zuster van Karel V
- Eleonora van Oostenrijk (1534-1594), dochter van keizer Ferdinand I
- Eleonora van Oostenrijk (1653-1697), dochter van keizer Ferdinand III
- Eleonora van Aragón (1402-1445)
- Eleonora van Toledo: 1522 — 1562
- Eleonora Gonzaga (1598-1655)
- Eleonora Gonzaga (1630-1686)
- Eléonore van België

### Eleanor
- Eleanor Roosevelt, een Amerikaanse first lady

### Lore
- Lore Dijkman, een Nederlandse actrice

### Leonor(e)
- Leonor van Spanje
- Leonore, andere naam voor van Beethovens opera Fidelio

#### Plaatsen
- Leonora (Guyana), een dorp in Guyana

### Noor
- Koningin Noor van Jordanië

## Fictieve naamdraagsters
- Noortje, stripheld van Jan Steeman
- Elora Danan, babyprinses in de fantasiefilm Willow.